# Pietricaggio
Pietricaggio (in corso U Petricaghju) è un comune francese di 43 abitanti, situato nel dipartimento dell'Alta Corsica, nella regione della Corsica.

## Società

### Evoluzione demografica
Abitanti censiti